# Lasioglossum reticulatum
Lasioglossum reticulatum is een vliesvleugelig insect uit de familie Halictidae. De wetenschappelijke naam van de soort is voor het eerst geldig gepubliceerd in 1892 door Robertson.